# Тёрнер, Скотт
Эрик Скотт Тернер (англ. Scott Turner; род. 26 февраля 1972 года) — американский политик, мотивационный оратор, бизнесмен, профессиональный игрок в американский футбол. Министр жилищного строительства и городского развития США с 5 февраля 2025 года.
Занимал должность исполнительного директора Совета по возможностям и возрождению Белого дома. Эрик Скотт Тернер был представителем штата Техас в 33-м округе, который включает часть округа Коллин и весь округ Рокуолл. До прихода в политику Тернер был корнербеком в американском футболе и играл в Национальной футбольной лиге в течение девяти сезонов.
В ноябре 2024 года избранный президент Дональд Трамп объявил о намерении назначить Тернера министром жилищного строительства и городского развития в своей второй администрации.

## Биография

### Образование и футбольная карьера
Скотт Тернер играл в футбол в средней школе Пирса в Ричардсоне, штат Техас. Затем он поступил в Иллинойсский университет, где играл в качестве стартового корнербека и окончил его со степенью в области речевых коммуникаций. Он заявил о себе на драфте НФЛ в 1995 году и был выбран Washington Redskins в седьмом раунде.
Тернер играл корнербека за Washington Redskins с 1995 по 1996 год, за San Diego Chargers с 1998 по 2001 год и за Denver Broncos в 2003 году. Он был последним игроком San Diego Chargers, носившим номер 21, до того, как этот номер носил член Зала славы ЛаДэйниан Томлинсон. Тернер сыграл в 101 игре НФЛ, завершив свою карьеру в НФЛ с 89 захватами, пятью перехватами и двумя сэками.

### Политическая карьера
В межсезонье НФЛ Тернер работал стажером у конгрессмена Дункана Хантера. После ухода из футбола он устроился на постоянную работу в офис конгрессмена. В 2006 году он баллотировался на освободившееся место в 50-м избирательном округе Калифорнии на дополнительных выборах 2006 года, чтобы заменить Дюка Каннингема. На всеобщих первичных выборах, состоявшихся 11 апреля 2006 года, Тернер занял восьмое место из 17 кандидатов. После поражения на выборах Тернер вернулся во Фриско, штат Техас.
В 2012 году Тернер объявил о своей кандидатуре в недавно созданный 33-й округ Палаты представителей Техаса. Тернер победил Джима Пруитта на республиканских праймериз и победил кандидата от Либертарианской партии Майкла Карраско на всеобщих выборах 6 ноября. Он был приведён к присяге 8 января 2013 года. В 2013 году он был включен GOPAC в список новых лидеров Республиканской партии.
Тернер бросил вызов Джо Штраусу на пост спикера Палаты представителей Техаса в январе 2015 года, что стало первым зафиксированным голосованием спикера с 1976 года. Несмотря на поддержку фракции «Чаепитие», Тернер проиграл Штраусу со счетом 127 голосов против 19. Тернер отказался баллотироваться на переизбрание в Законодательное собрание Техаса.
В 2019 году президент Трамп назначил Тернера директором Совета по возможностям и возрождению Белого дома, созданного указом 13853.

### Другие начинания
В апреле 2007 года Тернер устроился на работу в Systemware, компанию по разработке программного обеспечения для управления контентом, где он был директором по развитию бизнеса. Он также запустил линию мужской одежды на заказ.
На церковной службе 27 декабря 2020 года в баптистской церкви Престонвуда (где Тернер и его семья являются членами) было объявлено, что Тернер присоединится к пасторскому составу после перехода от администрации Трампа к администрации Байдена.
В 2023 году Тернер был назначен главным визионером JPI, национального застройщика, строителя и инвестиционного менеджера класса А, доступных и доступных многоквартирных активов по всей территории США.